# ساپوگاهایایا
ساپوگاهایایا (به لاتین: Sapugahayaya) یک منطقهٔ مسکونی در سری‌لانکا است که در استان جنوبی (سری‌لانکا) واقع شده‌است.